# Escola de Disseny de Rhode Island
L'Escola de Disseny de Rhode Island (RISD, oficialment i en anglès Rhode Island School of Design) és una de les principals institucions artístiques dels Estats Units. Coneguda com a Ivy League de les escoles d'art, va ser fundada el 1877 a Providence, Rhode Island, en el veïnat de College Hill, prop de la Universitat de Brown, amb la qual comparteix part dels recursos acadèmics, socials i comunitaris.
RISD és considerada com una de les millors escoles artístiques dels Estats Units. A través dels anys, el diari US News ha destacat el seu programa de Màster en Belles Arts com el millors del país. Això en ratifica la qualitat, juntament amb el fet que la seva taxa d'admissions (33% l'any 2007) és la més baixa dels EUA, si exceptuem la de la universitat gratuïta Cooper Union de Nova York.
L'escola està composta per aproximadament 350 professors i curadors, i 400 funcionaris. Al voltant de 1.880 estudiants de grau i 370 estudiants de postrau componen el cos estudiantil, provinent dels Estats Units i d'altres 50 països. RISD ofereix 16 carreres universitàries i 17 programes de Màster. Alhora pertany a l'Associació d'Universitats Independents d'Art i Disseny (AICAD), un consorci de 36 escoles d'ensenyament artístics als Estats Units. El museu de la universitat, el RISD Museum, manté prop de 80.000 obres.

## Alumnes destacats
- Francesca Woodman
- Martha Coolidge (B.F.A. 1968) – Directora de cinema
- Walt Simonson (B.F.A. 1972) – Dibuixant i guionista de còmics
- Tina Weymouth (B.F.A. 1974) – Membre fundador del grup musical Talking Heads. David Byrne també va estudiar a RISD, però no va arribar a graduar-se.
- Gus Van Sant (B.F.A. 1975) – Director de cinema
- Roz Chast (B.F.A. 1977) – Caricaturista del The New Yorker
- Robert Richardson (B.F.A. 1979) - Director de fotografia, guanyador de dos Oscars
- Charles Stone III (B.F.A. 1988) – Director de cinema i creador de la famosa campanya comercial "Whassup?" per a la marca de cervesa Budweiser
- Jose Clemente Orozco (MFA 1990) – Dissenyador gràfic i dibuixant; net del famós muralista
- Shepard Fairey (B.F.A. 1992) – Dissenyador gràfic, creador de la campanya Obey Giant
- Seth MacFarlane (B.F.A. 1995) – Creador de les sèries animades "Family Guy" i "American Dad!"

## Professors destacats
- Ootje Oxenaar – Dissenyador gràfic, creador dels dissenys de l'antiga moneda holandesa, el florí neerlandès
- Friedrich St. Florian – arquitecte, dissenyador del Monument Nacional a la Segona Guerra Mundial
- Chris Van Allsburg – Il·lustrador de contes infantils, guanyador de la Medalla Caldecott per The Polar Express